# Henry Thomas Buckle
Henry Thomas Buckle (ur. 24 listopada 1821, zm. 29 maja 1862) – brytyjski filozof, historyk kultury, socjolog oraz szachista.

## Życiorys
Autor Historii cywilizacji w Anglii (ang. History of Civilization in England, 1857–1861, przekład polski W. Zawadzkiego, 1864–1868), w którym przedstawił koncepcję obiektywnych praw procesu dziejowego odrzucającego wiarę, integrację opatrzności, rolę jednostki i przypadkowość historyczną. Jego poglądy wywarły znaczny wpływ na światopogląd pozytywistów warszawskich.
Największymi sukcesami szachowymi Henry'ego Thomasa Buckle'a były zwycięstwa w meczach z Henrym Birdem (Londyn 1847, 12½–3½), Lionelem Kieseritzkym (Paryż 1848, 4½–3½) i Johannem Löwenthalem (Londyn 1851, 5–2). W 1851 r. zajął I m. w turnieju rozegranym w londyńskiej kawiarni The Divan. W tym samym roku rozegrał kilka towarzyskich partii z Adolfem Anderssenem, który wysoko ocenił jego umiejętności. Według retrospektywnego systemu Chessmetrics, najwyższy ranking osiągnął we wrześniu 1848 r., z wynikiem 2584 zajmował wówczas trzecie miejsce na świecie (za Howardem Stauntonem i Lionelem Kieseritzkym).